# Elymandra

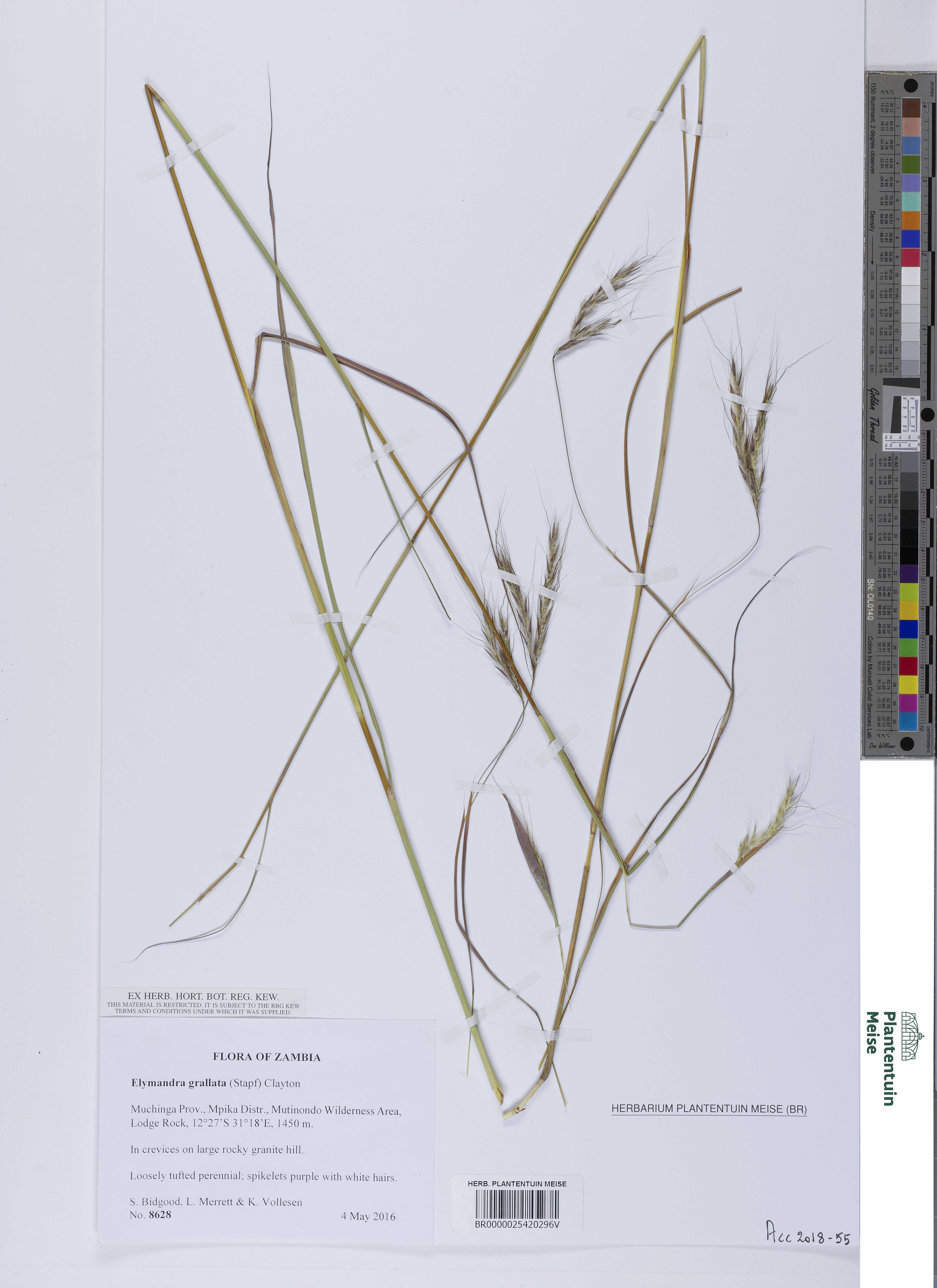
Elymandra em uma apresentação científica

Elymandra Stapf é um género botânico pertencente à família Poaceae, subfamília Panicoideae, tribo Andropogoneae.
Suas espécies ocorrem na África e América do Sul.

## Espécies
- Elymandra androphila (Stapf) Stapf
- Elymandra archaelymandra (Jacq.-Fél.) Clayton
- Elymandra gossweileri (Stapf) Clayton
- Elymandra grallata (Stapf) Clayton
- Elymandra lithophila (Trin.) Clayton
- Elymandra monostachya Jacq.-Fél.
- Elymandra subulata Jacq.-Fél.